# Monestir de Sant Volusià

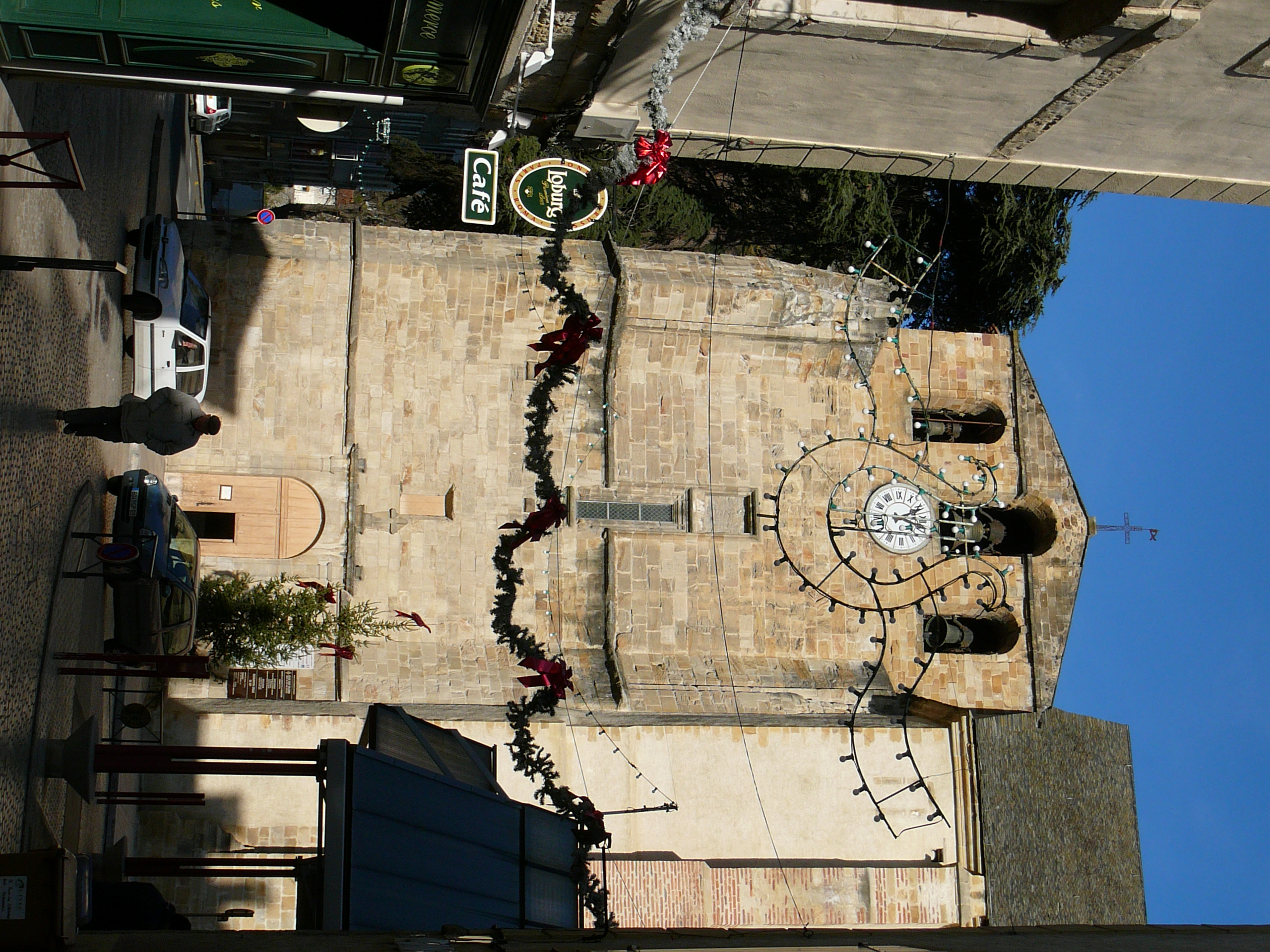
Monestir de Sant Volusià

El monestir de Sant Volusià o del Màrtir Sant Volusià fou un establiment religiós situat a la vila de Foix. Fou fundat en època visigoda al lloc d'enterrament de Sant Volusià, bisbe de Tours martiritzat al segle v pels visigots arrians. Fou arruïnat pels sarraïns al segle viii. Per un diploma de Carles el Calb del 849 fou agregat a l'abadia de Sant Tibèri que es va comprometre a la seva restauració. Modernament va passar a canonges regulars de la congregació de Santa Genoveva.